# HNLMS Tromp (1937)
«Тромп» (нід. HNLMS Tromp (1937) — військовий корабель, легкий крейсер, головний у своєму типі Королівського військово-морського флоту Нідерландів за часів Другої світової війни.
«Тромп» був закладений 17 січня 1936 року на верфі Nederlandse Scheepsbouw Maatschappij в Амстердамі. 24 травня 1937 року корабель був спущений на воду, а 18 серпня 1938 року увійшов до складу Королівських ВМС Нідерландів.

## Історія служби

### 1943
З 18 до 24 лютого 1943 року «Тромп» разом з австралійським крейсером «Аделаїда» та есмінцем «Нонперейл» брав участь в операції «Памфлет», з перевезення 9-ї австралійської дивізії з Близького Сходу до Австралії, у зв'язку із загрозою японського вторгнення на континент.

### 1944
19 квітня 1944 року голландський крейсер «Тромп» взяв участь у повітряно-морській військовій операції з бомбардування авіаносною авіацією союзників (оперативні групи 69 та 70) важливих цілей — об'єктів нафтової промисловості — на окупованій японськими військами території острову Сабанг (північніше Суматри).
6 травня 65-та оперативна група Східного флоту під командуванням адмірала Дж. Сомервілля вийшла з Тринкомалі й попрямувала в бік Голландської Ост-Індії. Одночасно 66-та оперативна група віцеадмірала А. Пауера вийшла з Коломбо для проведення узгодженого удару по японських позиціях за планом операції «Трансом».
З 16 на 17 травня «Тромп» залучався до прикриття чергової масштабної військової операції із завдавання ураження японським об'єктам на окупованому острові Сурабая.
25 липня 1944 року крейсер входив до складу ескортної групи британського флоту, що під командуванням адмірала Джеймса Сомервілля проводила операцію «Кримзон», метою якої було завдавання повітряних ударів по японських аеродромах в окупованих індонезійських містах Сабанг, Лхокнга та Кутараджа, що здійснювалася палубною авіацією з авіаносців в Індійському океані[джерело?].

### 1945
28 квітня 63-тя оперативна група бойових кораблів союзників вийшла до Андаманських та Нікобарських островів для зачищення прилеглих акваторій від японських надводних сил.
10 травня 1945 року крейсер у складі оперативної групи флоту брав участь у битві в Малаккській протоці, коли об'єднаний флот союзників намагався зірвати проходження загону японських бойових кораблів крізь протоку з Сінгапуру до Андаманських островів. Результатом бою стало затоплення есмінцями 26-ї флотилії японського важкого крейсера «Хагуро».